# Phthiracarus zicmani
Phthiracarus zicmani är en kvalsterart som beskrevs av Balogh och Sandór Mahunka 1983. Phthiracarus zicmani ingår i släktet Phthiracarus och familjen Phthiracaridae. Inga underarter finns listade i Catalogue of Life.